# Воздушный чартер
Воздушный чартер — договор фрахтования воздушных транспортных средств, предусматривающий фрахтование всей вместимости воздушных судов или её части.
Чартерные рейсы, также называемые воздушным такси, требуют сертификации авиационного управления соответствующей страны. Эти правила отличаются от обычных коммерческих (пассажирских) перевозок тем, что они предлагают нерегулярные перевозки.
Аналогичные правила обычно применяются к санитарной авиации и грузовым операторам, услуги которых часто также относятся к специальным услугам по прокату.
Слово «чартер» также нередко применяется в отношении чартерного (нерегулярного) рейса воздушного судна, выполняемого для конкретного заказчика (часто — для туроператора). При этом авиакомпания не несёт риска продать мало билетов и остаться в убытке (в этом состоит отличие от регулярного рейса).

## Виды услуг
Чартерные операторы, сертифицированные связанным с ними государственным органом, для перевозок, имеют законные полномочия рекламировать и выполнять нерегулярные рейсы.
Онлайн-рынок — платформа онлайн-бронирования, где клиент может выбрать и забронировать желаемый самолёт непосредственно у оператора.

## Категории чартерных воздушных судов
Категории чартерных воздушных судов включают:
- Гидросамолёты
- Реактивные самолёты
- Турбовинтовые самолёты
- VIP авиалайнеры